# Операција Маргарете
Операција Маргарете или Маргарита је била војна операција Вермахта, предузета током марта 1944. године ради брзе окупације Мађарске од стране нацистичке Немачке.

## Кратак преглед догађаја
Капитулација Италије која се збила почетком септембра 1943. године утицала је на Немце да предузму мере како би се избегле сличне ситуације у Мађарској и Румунији, па је Врховна команда 30. септембра исте године предложила план окупације. Коначни нацрт плана окупације Мађарске, након бројних измена, Хитлер је одобрио 28. фебруара 1944. године. Значај Мађарске додатно је порастао након што су Совјети прекинули линију железничке комуникације Лавов-Одеса, па је Немцима преостало да ослоне на пругу кроз Чернивце, те железничку мрежу Мађарске.
Са своје стране, мађарска влада уочила је могућност немачке агресије и поседовала је извештаје о концентрисању немачких трупа на аустријској страни границе, али није предузела никакве припреме да јој се супротстави.
Немачко министарство спољњих послова је и даље препоручивало мирну окупацију Мађарске, у сарадњи са тамошњим пронемачким елементима. Присталице ове опције желеле су да се при формирању нове, пронемачки усмереније владе ослоне на Хортијеву сарадњу, чиме би се умањили војни и економски трошкови окупације. 15. марта, у поподневним часовима, Хитлер је прихватио овај предлог, али војне припреме није обуставио, те је мађарског регента позвао да се састану. 18. марта, у јутарњим часовима, мађарска делегација предвођена Хортијем је пристигла у Салцбург. У 17 часова, после другог састанка са Хортијем, који је и даље одбијао да се сагласи са окупацијом, Хитлер је издао наређење да се отпочне са инвазијом. Током последњег разговора са Хитлером, регент се коначно сагласио са окупацијом, под условом да Немци унеколико уваже политичку самосвојност Мађарске.
Дана 19. марта, у четири часа ујутро, три дивизије из Београда, две из Загреба, те две оклопне из Беча и једна моторизована дивизија из Кракова без отпора су ушле у Мађарску.
Дана 23. марта, формирана је влада Деме Стојаја, дотадашњег амбасадора у Берлину, познатог по пронемачкој оријентацији. Хорти се делимично повукао из јавности, што добровољно, што из жеље да умилостиви Немце. Већ током лета се против Црвене армије борило пола милиона мађарских војника, знатно више него претходне године. Окупација је такође резултирала увећаном експлоатацијом мађарске економије. Такође, Мађарска је престала да буде уточиште јеврејске популације, те је за време окупације депортовано око пола милиона људи.
Такође је била планирана окупација Румуније, под називом Операција Маргарете II, али никада није извршена.

## Војно-политичка позадина

### Промена стратешке ситуације
Током 1943, Савезници су коначно стекли стратешко преимућство над силама Осовине. Изгледи за окончање рата у корист Немачке значајно су се умањили, што је утицало на даље захлађење односа њених савезника према Хитлеру. Овакав развој догађаја достигао је врхунац почетком септембра исте године, када је капитулирала Италија, кључни немачки савезник.
С обзиром да се сумњало да би Румунија и Мађарска могле следити италијански пример, додатно мотивисане могућношћу савезничке инвазије на Балкану, немачка врховна команда је 30. септембра исте године, ради предупређивања овакве ситуације, предложила план окупације Мађарске под радним називом „Операција Маргарете”. Доцније је овај план преименован у „Операција Маргарете I”, а план окупације Румуније добио је назив „Операција Маргарете II“.

### Политичка ситуација у Мађарској

#### Фезенмајеров извештај
Још од јесени 1943. године, Немци су са нелагодом пратили политичку ситуацију у Мађарској. Новембра исте године, немачко министарство спољњих послова послало је Едмунда Фезенмајера као представника, са задатком да извиди могућност извршења државног удара у случају да се оцени потребним.
Извештај о ситуацији који је Фезенмајер 10. децембра послао Берлину био је неповољан по Мађаре и у њему је указивано да би окупацију требало извршити доцније, ако би се совјетске трупе приближиле мађарским границама, те да би претњама и притисцима на Хортија требало издејствовати постављење нове, пронемачке владе којој би се обезбедио одређени вид аутономије, с тим да се сам Хорти остави на месту шефа државе. Ново мађарско вођство било би сведено на улогу извршилаца немачких наређења, а као погоднијег премијера Фезенмајер је предложио Белу Имредија. У овим променама, наводило се у извештају, свакако би морала да учествује немачка армија. Међутим, Фезенмајер је пре био склонији политичком него чисто војном решењу проблема обезбеђивања веће сарадње Будимпеште.

Као главни проблем и узрочнике дефетизма у мађарском друштву означио је мађарске Јевреје, закључујући као у следећем:
| „                                                               | Рајх (…) данас бије битку за постојање и незамисливо ми је да би у условима све суровијег рата могао себи на дужи рок дозволити удобност да занемари такав један саботерски центар. Он поставља политици Рајха задатак да се овим проблемом (тј. Јеврејима) позабави и реши га. | ” |
| — Едмунд Фезенмајер, Извештај о Мађарској од 10. децембра 1943, | |   |

#### Односи Мађарске са Осовином и Савезницима
Мађари су у међувремену наставили преговоре са Американцима и Британцима у Истанбулу. Мађарски премијер Миклош Калај је преговоре водио уз знање и по одобрењу регента Миклоша Хортија, што није промакло немачким обавештајним службама.
Капитулација Италије није значајно изменила мађарску спољнополитичку праксу, па Будимпешта, и поред тога што је разматрала одсечни разлаз са Осовином, није мењала однос ни према Немачкој, ни према Савезницима. Међутим, њен неодређен став према стварању Италијанске Социјалне Републике није задовољио Берлин: Мађарска је прихватила на својој територији амбасаде обе италијанске државе – и оне са владом у Риму, и Мусолинијеве у Салу.
Писмом од 12. фебруара 1944. године, Хорти је од Хитлера поново затражио да се мађарске трупе врате са источног фронта у домовину, што је убрзало припреме за окупацију, упркос регентовом обећању да ће те трупе наставити да се боре против Совјета у Карпатима и упркос одлуци од 10. фебруара да се објави општа мобилизација уколико се Совјети приближе Лавову. Будимпешта није успела да разбије заједничке сумње немачког министарства спољњих послова и врховне команде, те ни да заустави даље припреме за окупацију. Немци су, поред овога, знали и за тајне преговоре између Будимпеште и Савезника. Поред тога што се стекло уверење да даљу војну сарадњу од Мађара више не треба очекивати, сматрало се и да мађарска влада прави проблеме у вези са снабдевањем.
За то време су Совјети наставили са брзим напредовањем на запад. Средином фебруара су извојевали значајне победе код Корсуна и ушћа Дњепра, а нешто затим су успели да пређу Дњестар и на неким местима реку Прут, упркос очајничкој одбрани Немаца у Виници. Мађарска реакција је била врло умерена: већина од укупно дванаест дивизија у земљи била је у непотпуном, мирнодопском саставу, а на фронт су послате свега две.

## Израда плана и припреме

#### Јесен-зима 1943.
Врховна команда Вермахта је већ септембра 1943. разрадила нацрт предложене операције и држала трупе у приправности. Делимично услед околности на источном фронту, до краја године постало је јасно да због недостатка људства неће бити могуће једновремено окупирати и Мађарску и Румунију.
План је првобитно предвиђао да у окупацији учествују и словачке и румунске трупе, те поделу Мађарске на три дела. Врховна команда није у њему назначила дан почетка спровођења. Овај нацрт отворио је пут другом, из новембра 1943, којим је било предвиђено да се ангажују само немачке јединице. Након објављивања закључака са Техеранске конференције (28.11-01.12.1943) дошло је до извесног смањења напетости, с обзиром да инвазију на Балкан више није требало очекивати.

#### Јануар-фебруар 1944.
Као у случају првобитног плана, погоршање војне ситуације на источном фронту је поново онемогућило прикупљање потребних трупа. Јануара и фебруара 1944. године, пошто је оцењено да су расположиве трупе недовољне, Врховна команда је поново изменила план. Фебруара 1944. године, Хитлер је одредио прву половину марта као рок за извршење операције, а као одговорног за извршење одредио је заповедника Југоистока, генерала-фелдмаршала Максимилијана Фон Вајхса. Предвиђено је да у окупацији учешће узму и румунске и словачке трупе, већ у зависности од ситуације, али је ово доцније одбачено.
Крајем фебруара, Јон Антоанеску посетио је Хитлера и том приликом био је обавештен о садржини плана. Пошто је румунски лидер одбио да се одрекне територијалних претензија према Мађарској, Хитлер је одлучио да не рачуна на сарадњу са Букурештом, али га је посета уверила да није потребно спремати се за окупацију Румуније, па су се Немци усредсредили искључиво на Мађарску. Њен је значај додатно порастао након што су Совјети прекинули линију комуникације пругом Лавов-Одеса, због чега је Немцима једино преостало да ослоне на пругу кроз Чернивце и железничку мрежу Мађарске, над којима је било неопходно осигурати контролу. Берлин је био нарочито заинтересован за њен западни део и тамошња нафтоносна поља.
Прве јединице које су имале да узму учешће у операцији почеле су да се концентришу у Бечу 29. фебруара 1944. године. Друге формације, које су имале да симулирају пребацивање преко мађарске територије на источни фронт, почеле су да се припремају у Западној Европи и на Балкану.

#### Март 1944.
У марту је Црвена армија започела пролећну офанзиву, што је додатно утицало на измену планова – одбачена је и идеја да се под плаштом тобожњег премештања немачких трупа преко територије Мађарске заузму најважнији градски центри. 3. марта, Хитлер је променио време почетка операције, првобитно одређено за крај месеца, а извршење поверио извршење двема дивизијама које су биле кадрије за брже деловање. Коначни датум инвазије одређен је за 12. март, а требало је да учествују тек неке од првобитно одређених дивизија. Ова верзија плана одобрена је сутрадан, а између 5. и 6. марта јединицама је издато наређење да се ради тобожњих маневара концентришу код Беча.
Совјетско напредовање код Тернопоља изнова је омело немачке планове. Јединице одређене за инвазију морале су бити послате на источни фронт, а требало је да их замене друге из Западне Европе. 7. марта, генерал Ферч, заповедник операције, јавио је Врховној команди да се са окупацијом не може почети пре 18. марта, па је почетак одгођен за недељу, 19.
Последњим издатим наређењем значајно су измењени претходни планови: нова упутства предвиђала су да главни напад буде са североистока, одакле ће на Будимпешту ићи три дивизије, са моторизованим и оклопним јединицама, уз подршку мањих словачких. Овој скупини као главној имала је да се прикључи једна из Хрватске, сачињена од две дивизије, те једна из Србије, односно Баната, састављена од осталих дивизија.
Дана 12. марта, Хитлер је коначно потврдио план операције, без прорађивања појединих аспеката, као што су дефинитивни датум почетка операције и окупација области источно од реке Тисе. Било је предвиђено да се чисто војне јединице сједине са око пет стотина чланова Гестапоа, као и са око 200-300 припадника Зихерхајтсдинста и СС-зондеркомандоса Адолфа Ајхмана, који су имали да врше политичка хапшења и хапшења Јевреја. Коначно је одлучено и да се јединице из земаља-савезница Осовине не користе, иако је Хортију доцније Хитлер њима претио. Мађарске јединице требало је разоружати и интернирати у касарне, а сав отпор је имао бити угушен. Поред марша на Будимпешту, немачко заповедништво разматрало је могућност заузимања стратешких мађарских позиција, а потребне трупе би у земљу ушле под видом тобожњег преласка мађарске територије до линије фронта. Када су Немци затражили од мађарске владе дозволу да ове трупе прођу кроз престоницу, Будимпешта је одговорила негативно.

#### Мађарска пасивност
Са своје стране, мађарска влада уочила је могућност немачке агресије и поседовала је извештаје о концентрисању немачких трупа на аустријској страни границе, али није предузела никакве припреме да јој се супротстави. Приликом консултација са мађарским врховним штабом, немачки амбасадор је порекао да се трупе концентришу и касније рекао да се ради о маневрима. Премијер Калај је пасивност своје владе објашњавао веровањем да би окупација за Немце била погрешна, као и немогућношћу да се два корпуса која су тада били распоређена северно од Карпата и у Трансилванији повуку да би бранили престоницу. Влада је, међутим, рачунала да би на располагању имала три недеље за припрему одбране, што је период који је протекао од дана када су примљене прве вести о груписању немачких јединица, крајем фебруара, до почетка инвазије.
Упркос томе што су мађарске снаге биле лошије наоружане, Немци су имали у обзиру да је у то време у Мађарској под оружјем било око 350.000 војника. Совјети су такође били на око сто километара од мађарске границе. Поред трупа стационираних на источном фронту, Будимпешта се, не рачунајући резерву, могла ослонити на дивизије распоређене у карпатском делу, и то на једну оклопну дивизију, две пешадијске и две планинске, те на још једну оклопну, једну коњичку и седам пешадијских које су биле распоређене по остатку земље, од којих три у њеном западном делу, што би их по бројности чинило равним противником немачким трупама које су одређене за окупацију. Међутим, на последњем састанку заповедника операције, 14. марта, потврђено је да Мађари не предузимају никакве одбрамбене противмере.
Ни све бројније гласине из разних извора о неминовности окупације нису промениле став владе, која је наставила са радом не предузимајући мере за одбрану од инвазије. Могуће жртве окупације – социјалисти, либерали и Јевреји – нису били припремљени да избегну хапшења. Вођство социјалиста није успело да припреми прелазак на подземно деловање, с обзиром да се ту наступило неорганизовано, што је погодовало њиховим ривалима, комунистима.

## Извршење операције

### Састанак у Клесхајму
Немачко министарство спољњих послова преферирало је мирну окупацију земље у сарадњи са пронемачким елементима. Присталице овог наступа, укључујући Фезенмајера и Зихерхајтсдинст, желели су да се ослоне на Хортијеву сарадњу ради устоличења нове, више немачки оријентисане владе, уз свођење војних и економских расхода на најмању меру. 15. марта, у поподневним часовима, Хитлер је овај предлог прихватио, али војне припреме није обуставио, а мађарском регенту је послао позив да се 18. марта, дан пре инвазије, састану у дворцу Клесхајм код Салцбурга.
Хортија је са позивом упознао немачки амбасадор, на захтев Рибентропа, после свечаности која је у опери приређена поводом националног празника. Хортију је речено да на састанку имају да се просуде војна питања са савезницима Рајха, те да ће слични састанци бити одржани са вођама Хрватске, Румуније и Бугарске. Затражено је да се посета обави у петак или суботу, пошто Хитлер намерава да путује у недељу, те да се одговор на позив достави најкасније до поднева четвртка, 16. марта.
Следећег јутра, Хорти је одлучио да прихвати позив и поред Калајевог противљења, а по наговору начелника Врховног штаба, који је од регента тражио да код Хитлера издејствује дозволу за повлачење мађарских трупа са источног фронта. Још једном мађарски лидери нису успели да предвиде да би Хитлер могао покренути инвазију за време регентовог одсуства из земље. 17. марта, Хорти је са пратњом отпутовао у тајности како би избегао публицитет, а претходно је мађарском амбасадору у Немачкој наређено да га дочека у Бечу. Делегација је пристигла у Салцбург следећег јутра.
У међувремену је немачка страна већ направила нацрт закључака са предстојећег састанка. Ради учвршћивања савеза са Рајхом, Калаја је на месту премијера требало да замени Бела Имреди, и поред Хортијевих обећања да се то без његове воље неће десити. Немачка би задржала право да одобри наименовање осталих министара из ресора одбране, а немачке трупе би имале право да уђу у земљу ради подршке новој влади. Мађарске војне снаге имале су да се потчине Врховној команди Вермахта, мађарска војна и економска подршка имала је да се појача, а регент би прокламацијом позвао становништво и власти да сарађују са немачким војним снагама. Такође, Берлин је и елиминацију могућих противника Немачке поставио као услов око кога нема преговора.
Дана 18. марта, Хитлер је у друштву Рибентропа примио мађарску делегацију, те су после протоколарне добродошлице која је требало да смањи тензије домаћини и гости аутомобилом отишли до палате. Када су пристигли, Хитлер је са Хортијем разговарао у четири ока и предочио му намеру да окупира Мађарску како би је спречио да промени страну у рату. Гневан због Хитлерових оптужби да се Мађарска припрема да изда Немачку, регент је напустио дуги састанак, али је на наговор својих пратилаца поподне наставио неугодне преговоре.
Ручак, коме је Хорти испрва одбио да присуствује, одвио се у атмосфери захладнелих односа. У 17 часова, након састанка на коме је Хорти поново одбио да подржи окупацију, Хитлер је наредио да инвазија отпочне. Хорти је покушао да се врати у Мађарску, али му Немци нису дозволили да се укрца на воз, указујући да због наводних ваздушних напада савезничких снага то није могуће. Регент је без успеха покушао да телефоном добије премијера у Будимпешти; домаћини су и то правдали савезничким бомбардовањем, које је наводно прекинуло линије. Сам Калај је још од ноћи 17. марта такође безуспешно покушавао да контактира делегацију у Аустрији.
После даљих разговора између немачких и мађарских представника, начелник мађарске Врховне команде је узалудно молио Хитлера да заустави напредовање немачких јединица. Око 19 часова, Рибентроп је понудио Хортију да потпише коминике којим се потврђује пријатељски карактер продора немачких снага у Мађарску, што је овај одбио. Међутим, министар спољњих послова, амбасадор у Берлину и начелник генералштаба били су вољни да прихвате Хитлерова обећања да ће повући трупе чим буде формирана влада коју би могао сматрати прихватљивом, уз услов да Хорти остане регент и одустане од абдикације којом је током претходног састанка претио. Додатно уверен у прикладност останка на месту шефа државе, Хорти се сагласио са захтевима својих пратилаца. Сат касније, поново је разговарао са Хитлером и сагласио се са војном окупацијом Мађарске, под условом да Немачка унеколико уважи њену политичку самосвојност. Састанак се завршио његовим прихватањем да остане регент, те није било времена да Немци своје захтеве представе у појединостима, већ је о њима Фезенмајер као новопостављени опуномоћени представник морао да разговара са Хортијем током повратка у мађарску престоницу. Воз са делегацијом коначно је кренуо око 21:30.
Мађарски устав, који је претпостављао премапотпис премијера на одлуци о постављењу новог министарског савета, пружио је Хортију прилику да привремено избегне смену Калаја и формирање владе у складу са немачким захтевима. Споразум који је постигнут током састанка није укључен у званични документ о договореним условима. Споразум са Хортијем изменио је немачке планове: одустало се од бацања летака над Будимпештом, смањен је и број јединица укључених у операцију, а одлучено је и да се поједине тачке, нпр. Будимски дворац, не окупирају. У принципу се одустало и од разоружавања мађарских трупа.
У ноћ 18. марта, пошто је од министра одбране примио шифровану поруку из Клесхајма, Калај је сазвао хитан састанак високих војних заповедника, који су том приликом одбили да пруже отпор немачкој инвазији. О овој одлуци одмах је обавештен немачки војни аташе. Калај је такође оклевао да се супротстави инвазији док не сазна какав је став према њој заузео регент. Аташе га је у раним јутарњим часовима известио да се Хорти са њом сагласио. Премијер је наредио војсци да се повуче у касарне, а полицији да не пружа отпор. За то време је воз са мађарском делегацијом био задржан у Бечу на око три часа, све док прве немачке јединице нису прешле границу. До времена када је воз стигао до границе, немачке снаге су биле у близини Будимпеште.

### Инвазија
Дана 19. марта, у 4 часа ујутро, док је мађарска делегација још била на путу натраг, немачке трупе су започеле инвазију. Три дивизије из Београда, две из Загреба, две моторизоване из Беча и једна из Кракова ушле су у земљу. У операцији је учествовао 22. армијски планински корпус, који је под командом Хуберта Ланца продро из Србије и Славоније, 69. армијски корпус Ернста Денера из Хрватске, 58. резервни тенковски корпус Валтера Кригера из бечке области и 78. армијски корпус за специјалне намене, који је продро из области Кракова. Фон Вајхсов шеф штаба, Херман Ферч, координирао је акцију из Беча.
Ове снаге нису наишле ни на какав отпор, иако је тек неколико мађарских јединица добило наређење да га не пружају. У зору су се немачки падобранци спустили на главне аеродроме и окупирали их. Истога јутра, немачки генерал се појавио пред Калајем и упозорио га да ће било какав отпор окупацији повући за собом улазак трупа из суседних земаља. Калај се са Хортијем срео око 10 сати у присуству немачке почасне гарде и саопштио му да Немци контролишу све стратешке тачке у земљи. Источно од Тисе су били размештени једино падобранци који су заузели тамошње аеродроме. 21. марта, северна и јужна скупина су се сусреле и размештање трупа завршило се на линији реке Тисе.
Непосредно затим, Немци су уз помоћ мађарских десничара почели да приводе противнике из реда левичара, либерала и истакнутих британских симпатизера, као и поједине угледне Јевреје. Калај је изгубио контролу над полицијом.

## Окупација и последице

### Колаборационистичка влада
Хорти је, вративши се у Будимпешту, испрва одбио да прихвати Имредија за премијера, што је Хитлера навело да упути појачање размештеним трупама. Немачке претње су уродиле жељеним плодом: 23. марта, Деме Стојај, до тада амбасадор у Берлину, познат по пронемачкој оријентацији, формирао је владу која, додуше, никада није добила потпуну окупаторску подршку. Берлин је у сваком случају очекивао да ће доцније успети да издејствује постављење пожељних особа за министре и толерисао је Стојаја докле год је овај испољавао жељу да сарађује при решавању „јеврејског проблема“ и појача снабдевање Немачке.

### Задржавање мађарске војске у ратним операцијама
Иако је првобитно било планирано да се имобилише, мађарска војска је задржана у операцијама због совјетског напредовања са севера и истока, као и због могућности британско-америчке инвазије Балкана, па је један део трупа послат да брани пролазе кроз Карпате, а када су Совјети ушли у сектор око Тернопоља. Хитлер је наредио да се на фронт пошаљу и додатне мађарске трупе. Већ током лета се са Совјетима тукло око пола милиона мађарских војника, што је било знатно више него претходне године.
Благодарећи сарадњи пронемачки оријентисаних мађарских официра, Немци су били у могућности да повуку из Мађарске близу половине трупа које су учествовале у операцији, а до средине априла је већина њих напустила земљу. Вршење полицијских задатака окупатор је пренео на колаборационистичку владу, посебно на жандармерију.

### Економско потчињавање Мађарске
Мађарска привреда је услед окупације подвргнута увећаној експлоатацији, што је и додатно олакшано доласком немачких надзорника. Земља је потпала под ефективну контролу Рајха, који ју је вршио преко свог опуномоћеног представника. Стара администрација је, међутим, наставила да обавља послове у сарадњи са окупатором, сарађујући при спровођењу мера репресије и изразитог економског потчињавања земље.
Почетком априла су Немци послали надзорнике ради подизања производње наоружања и добили обећање да ће педесет хиљада радника бити послато на рад у фабрикама Рајха, као и да ће део мађарских пољопривредних резерви бити уступљен Немачкој. Берлин је успео да натера Будимпешту да преузме све трошкове окупације, по Фезенмајеровом обрачуну, као и трошкове извоза производа у Немачку. На министарском састанку од 19. априла, немачко економско вођство је са Хитлером утаначило максимум пољопривредне, индустријске и комерцијалне експлоатације Мађарске од стране Рајха, као и ослобођење од плаћања за робу увезену из ње. Експлоатација је правно уобличена економским споразумом између две земље од 2. јуна.

### Прогон политичких противника и Јевреја
Већ првога дана окупације, Гестапо је ухапсио већину политичких противника, укључујући неке посланике и сенаторе, савезничке војнике, неколико хиљада избеглица, углавном Пољака, те јеврејске индустријалце који су се склонили у италијанској амбасади. Тада је и влада поднела оставку, а Калај затражио азил у амбасади Турске. 29. марта су забрањене партије либералне и левичарске опозиције. Хорти се делимично повукао из јавности, што својевољно, што под притиском Немаца. Над синдикатима су контролу вршили владини делегати, неколико стотина публикација је забрањено, а на кључне позиције администрације доведени су нови људи.
Мађарска је престала да буде уточиште јеврејској популацији. Прве антијеврејске мере, предузете током марта, биле су увод у депортацију око пола милиона људи, а прва наређења о томе била су издата 7. априла. Са првим јединицама регуларне војске стигао је и Адолф Ајхман, предводивши оперативну групу која имала да спроводи антисемитске мере у сарадњи са мађарским министарством унутрашњих послова, у склопу којих је око 550.000 Јевреја из Мађарске, анектираних чехословачких области, Румуније и Југославије одведено у нацистичке логоре смрти

### Реакција Савезника
Реагујући на догађаје, Савезници су од почетка априла до лета интензивно бомбардовали земљу, наносећи озбиљну штету мађарској производњи и линијама комуникације. Током бомбардовања настрадало више хиљада људи, док је десетине хиљада влада евакуисала из престонице. И мада је Берлин обећао заштиту, бомбардовању се није на ефикасан начин супротставило.

## Операција Маргарете II
Операција Маргарете II био је назив планиране нацистичке инвазије Румуније, уз употребу немачких и мађарских снага, за случај да румунска влада одлучи да Совјетском Савезу понуди капитулацију и промени страну у рату. Румунија је заиста и капитулирала августа 1944. године, после државног удара краља Михаја, али операција није спроведена.